# Liste der Mitglieder des liechtensteinischen Landtags (1886)
Diese Liste führt die Mitglieder des Landtags des Fürstentums Liechtenstein auf, der aus den Landtagswahlen des Jahres 1886 hervorging. Die vom Volk zwischen dem 6. April und dem 10. April 1886 gewählten Wahlmänner trafen sich am 19. April 1886 in Vaduz und am 20. April in Mauren. Im Wahlkreis Oberland wurden sieben Abgeordnete gewählt, im Wahlkreis Unterland fünf. Außerdem wurden am 10. Mai 1886 drei Abgeordnete vom Landesfürsten Johann II. ernannt.
Um in den Landtag gewählt zu werden, benötigte man in den ersten beiden Wahlgängen die absolute Mehrheit aller anwesenden Wahlmänner. Konnten bis dahin immer noch nicht genügend Abgeordnete gewählt werden, reichte im dritten Wahlgang die relative Mehrheit.

## Anzahl der Wahlmänner
Nach der Liechtensteinischen Verfassung wurde der Landtag nicht direkt, sondern mittels Wahlmännern gewählt. Zwischen dem 6. April und dem 10. April 1886 fanden die Wahlen in den Schulhäusern aller Gemeinden statt. Die Anzahl der Wahlmänner, die eine Gemeinde stellte, richtete sich nach der Anzahl der Einwohner der Gemeinde. Für 100 Einwohner stellte sie zwei Wahlmänner, wobei die Einwohnerzahl auf volle 100 kaufmännisch gerundet wurde. Für die Landtagswahl 1886 stellten die elf Gemeinden folgende Wahlmänner.
| Gemeinde     | Wahlmänner |
| ------------ | ---------- |
| Balzers      | 24         |
| Eschen       | 20         |
| Gamprin      | 8          |
| Mauren       | 20         |
| Planken      | 2          |
| Ruggell      | 12         |
| Schaan       | 22         |
| Schellenberg | 8          |
| Triesen      | 24         |
| Triesenberg  | 22         |
| Vaduz        | 20         |
| Gesamt       | 182        |

## Liste der Mitglieder
Die Wahlmänner des Wahlkreises Oberland trafen sich am 19. April 1886 im Schlosssaal in Vaduz, um die Wahl der Abgeordneten durchzuführen. Die Wahlmänner aus Unterland trafen sich einen Tag später, am 20. April 1886, im Batlinerschen Gasthaus in Mauren. Seit 1877 galt dabei, dass die Wahl auf jeden Fall zur angekündigten Uhrzeit begonnen wurde, auch wenn nicht alle Wahlmänner anwesend waren. Daher waren von den 114 aus dem Wahlkreis Oberland gewählten Wahlmännern nur 112 anwesend, von den 68 Unterland-Wahlmännern fehlte einer.
Da noch vor Beginn der Legislaturperiode im Wahlkreis Oberland mehr Abgeordnete die Wahl nicht annahmen, als Stellvertreter zur Verfügung standen, blieb ein Mandat unbesetzt.
| Name                   | Wahlkreis | Bemerkungen                                                 |
| ---------------------- | --------- | ----------------------------------------------------------- |
| Xaver Bargetze         | Oberland  | Erster Wahlgang; lehnte die Wahl zum Abgeordneten ab        |
| Franz Josef Beck       | Oberland  | Erster Wahlgang                                             |
| Josef Beck             | Ernennung |                                                             |
| Franz Josef Biedermann | Unterland | Erster Wahlgang                                             |
| Christian Brunhart     | Oberland  | Erster Wahlgang                                             |
| Chrisostomus Büchel    | Unterland | Dritter Wahlgang                                            |
| Wendelin Erni          | Oberland  | Dritter Wahlgang; lehnte die Wahl zum Abgeordneten ab       |
| Jakob Kaiser           | Unterland | Erster Wahlgang                                             |
| Franz Josef Kind       | Unterland | Erster Wahlgang                                             |
| Ludwig Marxer          | Unterland | Erster Wahlgang                                             |
| Johann Georg Matt      | Ernennung |                                                             |
| Meinrad Ospelt         | Oberland  | rückte vor Beginn der Legislaturperiode in den Landtag nach |
| Peter Rheinberger      | Oberland  | Zweiter Wahlgang                                            |
| Albert Schädler        | Oberland  | Erster Wahlgang; lehnte die Wahl zum Abgeordneten ab        |
| Wilhelm Schlegel       | Ernennung |                                                             |
| Josef Tschetter        | Oberland  | rückte vor Beginn der Legislaturperiode in den Landtag nach |
| Christoph Wanger       | Oberland  | Erster Wahlgang                                             |

## Liste der Stellvertreter
Nach den Abgeordneten wurden deren Stellvertreter gewählt. Ebenfalls wurde hier in den ersten zwei Wahlgängen eine absolute Mehrheit und im dritten Wahlgang eine relative Mehrheit benötigt.
| Name                  | Wahlkreis | Bemerkungen                                                                   |
| --------------------- | --------- | ----------------------------------------------------------------------------- |
| Josef Brunhart        | Oberland  | Dritter Wahlgang; lehnte die Wahl ab                                          |
| Wilhelm Fehr          | Unterland | Zweiter Wahlgang                                                              |
| Johann Gstöhl         | Unterland | Dritter Wahlgang                                                              |
| Meinrad Ospelt        | Oberland  | Erster Wahlgang; rückte vor Beginn der Legislaturperiode in den Landtag nach  |
| Johann Alois Schlegel | Oberland  | Dritter Wahlgang; lehnte die Wahl ab                                          |
| Albert Schädler       | Oberland  | Zweiter Wahlgang; rückte vor Beginn der Legislaturperiode in den Landtag nach |